# Hình đới cầu

Hình đới cầu hay cầu phân.

Trong hình học không gian, hình đới cầu, khối đới cầu hay, cầu đài, cầu phân (spherical segment), là một phần của khối cầu đặc, xác định bằng cách cắt khối cầu bởi hai mặt phẳng song song. Phần bề mặt cong của nó gọi là mặt đới cầu.
Thể tích của hình đới cầu bằng:
- {\displaystyle V={\frac {\pi h}{6}}(3a_{1}^{2}+3a_{2}^{2}+h^{2})},

với {\displaystyle a_{1},a_{2}} là bán kính của hai hình tròn giới hạn (mặt phẳng đáy và mặt phẳng đỉnh của hình đới cầu) và {\displaystyle h} là chiều cao của nó.
Diện tích của mặt đới cầu bằng:
- {\displaystyle M=2\pi rh}

và tổng diện tích bề mặt hình đới cầu (hai mặt phẳng đáy và đỉnh và mặt đới cầu):
- {\displaystyle O=\pi (2rh+a_{1}^{2}+a_{2}^{2})}.

Từ các dữ liệu {\displaystyle a_{1},a_{2},h} của hình đới cầu, bán kính của mặt cầu bao hình đới cầu bằng:
- {\displaystyle r^{2}=a_{1}^{2}+\left({\frac {a_{1}^{2}-a_{2}^{2}-h^{2}}{2h}}\right)^{2}}

## Chứng minh công thức
Thể tích của hình đới cầu bằng thể tích của hình chỏm cầu (spherical cap) lớn {\displaystyle {\mathcal {S}}_{1}} (có đáy là mặt phẳng đáy của hình đới cầu), trừ đi thể tích của hình chỏm cầu {\displaystyle {\mathcal {S}}_{2}} (có đáy là mặt phẳng đỉnh của hình đới cầu). Đặt {\displaystyle h_{1}} là chiều cao của {\displaystyle {\mathcal {S}}_{1}} và {\displaystyle h_{2}} là chiều cao của {\displaystyle {\mathcal {S}}_{2}}. 

### Thể tích
Thể tích của các hình chỏm cầu lần lượt bằng {\displaystyle V_{1}={\frac {\pi h_{1}^{2}}{3}}(3r-h_{1}),\ V_{2}={\frac {\pi h_{2}^{2}}{3}}(3r-h_{2})} (xem hình chỏm cầu). Do vậy
{\displaystyle V=V_{1}-V_{2}={\frac {\pi }{3}}(3(h_{1}^{2}-h_{2}^{2})r-(h_{1}^{3}-h_{2}^{3})}
{\displaystyle ={\frac {\pi }{3}}(h_{1}-h_{2})(3(h_{1}+h_{2})r-(h_{1}^{2}+h_{1}h_{2}+h_{2}^{2}))}
Với mối liên hệ {\displaystyle 2rh_{1}=a_{1}^{2}+h_{1}^{2},\ 2rh_{2}=a_{2}^{2}+h_{2}^{2},} (xem bài hình chỏm cầu) thu được
{\displaystyle V={\frac {\pi }{3}}(h_{1}-h_{2})\left({\frac {3}{2}}(a_{1}^{2}+h_{1}^{2}+a_{2}^{2}+h_{2}^{2})-h_{1}^{2}-h_{1}h_{2}-h_{2}^{2}\right)}
{\displaystyle ={\frac {\pi }{6}}(h_{1}-h_{2})(3(a_{1}^{2}+a_{2}^{2})+(h_{1}-h_{2})^{2})}.
Vì {\displaystyle h=h_{1}-h_{2}} nên suy ra công thức thể tích:
{\displaystyle V={\frac {\pi h}{6}}(3a_{1}^{2}+3a_{2}^{2}+h^{2})}.

### Diện tích mặt đới cầu
Với diện tích mặt đới cầu chứng minh tương tự
{\displaystyle M=M_{1}-M_{2}=2\pi rh_{1}-2\pi rh_{2}=2\pi r(h_{1}-h_{2})=2\pi rh}.

### Bán kính mặt cầu
Để chứng minh mối quan hệ giữa {\displaystyle r,a_{1},a_{2},h} và {\displaystyle d} là khoảng cách từ mặt phẳng đáy đến tâm hình cầu {\displaystyle M}. Do vậy 
{\displaystyle (1):\ r^{2}=d^{2}+a_{1}^{2}\quad (2):\ r^{2}=(d+h)^{2}+a_{2}^{2}}.
Đặt hai phương trình bằng nhau và thay thế {\displaystyle d}, với {\displaystyle d={\frac {a_{1}^{2}-a_{2}^{2}-h^{2}}{2h}}} 
Quay trở lại phương trình (1) có  
{\displaystyle r^{2}=a_{1}^{2}+\left({\frac {a_{1}^{2}-a_{2}^{2}-h^{2}}{2h}}\right)^{2}}.